# Тапаті (скити)
Тапаті (скитською: *Tapatī) — скитська богиня первісного вогню, який єдиний існував до створення Всесвіту і був основною суттю та джерелом усього творіння. Вона була найбільш шанованою з усіх скитських божеств.

## Історія
Ім'я Тапаті, яке давньогрецькою писалось як Ταβιτί, означало «Палаючий» або «Полум'яний» і було пов'язане з давньоарійським терміном tāpaiieⁱti, що означає «тепло», «топити» (натопити, гріти) і кілька інших індоєвропейських термінів для тепла. Подібне ім'я зустрічаємо в індуїстській міфологої у богині Тапаті (санскрит: तपती) і дієслово, пов'язане з іменем останньої, тапаяті (तापयति), що означає «горить» і «гаряче». Також є санскритський термін тапас (तपस्), який позначав космічне тепло і первісну природу, тобто космічний принцип, з якого виникли численні елементи Всесвіту та порядок у світі.
Зв'язок з вогнем і теплом, а також її роль як первісного вогню свідчать про Тапаті як про давнього головного божества вогню, що походить від загального божества вогню індоєвропейців, до пізніших варіацій якого відносять грецьку Гестію, ведичну Аґні, зороастрійську Атар тощо. Таким чином, Тапаті належала до найдавнішого періоду розвитку індоєвропейських релігії порівняно з пізнішими божествами індоарійців, серед яких вона була відповідно замінена чоловічими богами вогню.
Геродот ототожнює ститську Тапаті з грецькою богинею домашнього вогнища Гестією і перераховує Тапаті на чолі скитського пантеону, що може бути відображенням головної ролі божества вогню серед тодішніх народів Північного Причорномор'я, і паралельно грецькій традиції починати і закінчувати кожен обряд жертвопринесення жертвою Гестії, а кожне звернення до богів починалося зі згадування її імені; іншу паралель можна знайти в індоарійській Ріґведі, яка починається і закінчується гімном, зверненим до Аґні; таким чином, верховне становище Тапаті в списку скитських богів відображало її місце в гімнах богам, які виголошувалися під час скитських жертвоприношень і ритуалів.
Тапаті була первісним вогнем, який єдиний існував до створення Всесвіту і був основною сутністю та джерелом усього творіння, і від неї народилися Апі (Земля) і Папай (Небо); вогонь, який можна було знайти в усьому Космосі та що пронизує весь Всесвіт, включаючи світи людей і богів.
Оповідання Помпея Трога розказує про те, що між скитами та єгиптянами виникла суперечка про те, хто з них найбільший стародавній народ, і який складався з аргументу кожної сторони про те, чи був світ спочатку повністю затоплений водою чи покритий вогнем, тобто йдетьса про посилання на Нуна та Тапаті.
Як богиня домашнього вогнища, Тапаті була покровителькою суспільства, держави та родини, яка захищала сім'ю та рід, і, як символ верховної влади, їй було призначено вище становище над іншими богами через її роль як покровительки правителів (монархів), завдяки чому, а також зв'язку зі загальним давньоарійським культом вогню, вона була пов'язана з важливістю храмових вогнищ в стародавніх релігіях. Таким чином, вогнище володаря було пов'язане з Тапаті, і тому було непорушним символом процвітання його народу та символом влади, а сама Тапаті була пов'язана з владою, про що свідчить скитський володар Ідантирс, назвавши її «володаркою скитів» в 513 р. до н. е.
Як охоронець королівського вогнища, Тапіті забезпечувала світло, тепло, благополуччя племені — клятва біля королівського вогнища вважалася найсвятішою, а її порушення вважалося причиною невдач і каралося стратою винуватця. Злочинця прив'язали до хмизу і спалювали.
Вогнище Тапаті, ймовірно, було тим палаючим золотими предметом, яке впало з неба в скитському генеалогічному міфі, який зміг взяти в руки лише Колаксай; а Тапаті, у свою чергу, була захисницею правителя та королівського вогнища, таким чином створюючи міцний зв'язок між богинею і володарем, якого можна було розглядати як посередника між богинею та людьми.
Через те, що Тапіті була божеством, яке представляло абстрактне поняття вогню та божественного блаженства, у скитському мистецтві вона не зображувалася як людина, а була представлена вогнищем, яке становило сакральний центр будь-якої спільноти, від родини до племені і держави.

## Родовід
|  |  |           |           |           |           |                               |                               |                               |                               |                                |                                |                                |                                |                                |                                |                               |                               |                               |                               |                 |                 |                               |                               |                               |                               |                               |                               |  |  |  |  |  |  |  |  |  |  |  |  |  |  |  |  |
|  |  |           |           |           |           | Тапаті Скитською: Tāpayantī   | Тапаті Скитською: Tāpayantī   | Тапаті Скитською: Tāpayantī   | Тапаті Скитською: Tāpayantī   | Тапаті Скитською: Tāpayantī    | Тапаті Скитською: Tāpayantī    |                                |                                | Бористен Скитською: Baurastān  | Бористен Скитською: Baurastān  | Бористен Скитською: Baurastān | Бористен Скитською: Baurastān | Бористен Скитською: Baurastān | Бористен Скитською: Baurastān |                 |                 |                               |                               |                               |                               |                               |                               |  |  |  |  |  |  |  |  |  |  |  |  |  |  |  |  |
|  |  |           |           |           |           | Тапаті Скитською: Tāpayantī   | Тапаті Скитською: Tāpayantī   | Тапаті Скитською: Tāpayantī   | Тапаті Скитською: Tāpayantī   | Тапаті Скитською: Tāpayantī    | Тапаті Скитською: Tāpayantī    |                                |                                | Бористен Скитською: Baurastān  | Бористен Скитською: Baurastān  | Бористен Скитською: Baurastān | Бористен Скитською: Baurastān | Бористен Скитською: Baurastān | Бористен Скитською: Baurastān |                 |                 |                               |                               |                               |                               |                               |                               |  |  |  |  |  |  |  |  |  |  |  |  |  |  |  |  |
|  |  |           |           |           |           |                               |                               |                               |                               |                                |                                |                                |                                |                                |                                |                               |                               |                               |                               |                 |                 |                               |                               |                               |                               |                               |                               |  |  |  |  |  |  |  |  |  |  |  |  |  |  |  |  |
|  |  |           |           |           |           | Папай Скитською: Pāpaya       | Папай Скитською: Pāpaya       | Папай Скитською: Pāpaya       | Папай Скитською: Pāpaya       | Папай Скитською: Pāpaya        | Папай Скитською: Pāpaya        |                                |                                | Апі Скитською: Api             | Апі Скитською: Api             | Апі Скитською: Api            | Апі Скитською: Api            | Апі Скитською: Api            | Апі Скитською: Api            |                 |                 | Річковий бог                  | Річковий бог                  | Річковий бог                  | Річковий бог                  | Річковий бог                  | Річковий бог                  |  |  |  |  |  |  |  |  |  |  |  |  |  |  |  |  |
|  |  |           |           |           |           | Папай Скитською: Pāpaya       | Папай Скитською: Pāpaya       | Папай Скитською: Pāpaya       | Папай Скитською: Pāpaya       | Папай Скитською: Pāpaya        | Папай Скитською: Pāpaya        |                                |                                | Апі Скитською: Api             | Апі Скитською: Api             | Апі Скитською: Api            | Апі Скитською: Api            | Апі Скитською: Api            | Апі Скитською: Api            |                 |                 | Річковий бог                  | Річковий бог                  | Річковий бог                  | Річковий бог                  | Річковий бог                  | Річковий бог                  |  |  |  |  |  |  |  |  |  |  |  |  |  |  |  |  |
|  |  |           |           |           |           |                               |                               |                               |                               |                                |                                |                                |                                |                                |                                |                               |                               |                               |                               |                 |                 |                               |                               |                               |                               |                               |                               |  |  |  |  |  |  |  |  |  |  |  |  |  |  |  |  |
|  |  |           |           |           |           |                               |                               |                               |                               |                                |                                |                                |                                |                                |                                |                               |                               |                               |                               |                 |                 |                               |                               |                               |                               |                               |                               |  |  |  |  |  |  |  |  |  |  |  |  |  |  |  |  |
|  |  | Аргімпаса | Аргімпаса | Аргімпаса | Аргімпаса | Аргімпаса                     | Аргімпаса                     |                               |                               | Таргитай Скитською: Targī̆tavah | Таргитай Скитською: Targī̆tavah | Таргитай Скитською: Targī̆tavah | Таргитай Скитською: Targī̆tavah | Таргитай Скитською: Targī̆tavah | Таргитай Скитською: Targī̆tavah |                               |                               | Змієнога Богиня               | Змієнога Богиня               | Змієнога Богиня | Змієнога Богиня | Змієнога Богиня               | Змієнога Богиня               |                               |                               |                               |                               |  |  |  |  |  |  |  |  |  |  |  |  |  |  |  |  |
|  |  | Аргімпаса | Аргімпаса | Аргімпаса | Аргімпаса | Аргімпаса                     | Аргімпаса                     |                               |                               | Таргитай Скитською: Targī̆tavah | Таргитай Скитською: Targī̆tavah | Таргитай Скитською: Targī̆tavah | Таргитай Скитською: Targī̆tavah | Таргитай Скитською: Targī̆tavah | Таргитай Скитською: Targī̆tavah |                               |                               | Змієнога Богиня               | Змієнога Богиня               | Змієнога Богиня | Змієнога Богиня | Змієнога Богиня               | Змієнога Богиня               |                               |                               |                               |                               |  |  |  |  |  |  |  |  |  |  |  |  |  |  |  |  |
|  |  |           |           |           |           |                               |                               |                               |                               |                                |                                |                                |                                |                                |                                |                               |                               |                               |                               |                 |                 |                               |                               |                               |                               |                               |                               |  |  |  |  |  |  |  |  |  |  |  |  |  |  |  |  |
|  |  |           |           |           |           |                               |                               |                               |                               |                                |                                |                                |                                |                                |                                |                               |                               |                               |                               |                 |                 |                               |                               |                               |                               |                               |                               |  |  |  |  |  |  |  |  |  |  |  |  |  |  |  |  |
|  |  |           |           |           |           |                               |                               |                               |                               |                                |                                |                                |                                |                                |                                |                               |                               |                               |                               |                 |                 |                               |                               |                               |                               |                               |                               |  |  |  |  |  |  |  |  |  |  |  |  |  |  |  |  |
|  |  |           |           |           |           |                               |                               |                               |                               |                                |                                |                                |                                |                                |                                |                               |                               |                               |                               |                 |                 |                               |                               |                               |                               |                               |                               |  |  |  |  |  |  |  |  |  |  |  |  |  |  |  |  |
|  |  |           |           |           |           | Ліпоксай Скитською: Lipoxšaya | Ліпоксай Скитською: Lipoxšaya | Ліпоксай Скитською: Lipoxšaya | Ліпоксай Скитською: Lipoxšaya | Ліпоксай Скитською: Lipoxšaya  | Ліпоксай Скитською: Lipoxšaya  |                                |                                | Арпоксай Скитською: R̥buxšaya   | Арпоксай Скитською: R̥buxšaya   | Арпоксай Скитською: R̥buxšaya  | Арпоксай Скитською: R̥buxšaya  | Арпоксай Скитською: R̥buxšaya  | Арпоксай Скитською: R̥buxšaya  |                 |                 | Колаксай Скитською: Kolaxšaya | Колаксай Скитською: Kolaxšaya | Колаксай Скитською: Kolaxšaya | Колаксай Скитською: Kolaxšaya | Колаксай Скитською: Kolaxšaya | Колаксай Скитською: Kolaxšaya |  |  |  |  |  |  |  |  |  |  |  |  |  |  |  |  |
|  |  |           |           |           |           | Ліпоксай Скитською: Lipoxšaya | Ліпоксай Скитською: Lipoxšaya | Ліпоксай Скитською: Lipoxšaya | Ліпоксай Скитською: Lipoxšaya | Ліпоксай Скитською: Lipoxšaya  | Ліпоксай Скитською: Lipoxšaya  |                                |                                | Арпоксай Скитською: R̥buxšaya   | Арпоксай Скитською: R̥buxšaya   | Арпоксай Скитською: R̥buxšaya  | Арпоксай Скитською: R̥buxšaya  | Арпоксай Скитською: R̥buxšaya  | Арпоксай Скитською: R̥buxšaya  |                 |                 | Колаксай Скитською: Kolaxšaya | Колаксай Скитською: Kolaxšaya | Колаксай Скитською: Kolaxšaya | Колаксай Скитською: Kolaxšaya | Колаксай Скитською: Kolaxšaya | Колаксай Скитською: Kolaxšaya |  |  |  |  |  |  |  |  |  |  |  |  |  |  |  |  |
|  |  |           |           |           |           |                               |                               |                               |                               |                                |                                |                                |                                |                                |                                |                               |                               |                               |                               |                 |                 | Три сини                      |                               |                               |                               |                               |                               |  |  |  |  |  |  |  |  |  |  |  |  |  |  |  |  |
|  |  |           |           |           |           |                               |                               |                               |                               |                                |                                |                                |                                |                                |                                |                               |                               |                               |                               |                 |                 |                               |                               |                               |                               |                               |                               |  |  |  |  |  |  |  |  |  |  |  |  |  |  |  |  |